# Руководство по платёжному балансу и международной инвестиционной позиции
Руководство по платёжному балансу и международной инвестиционной позиции (англ. Balance of Payments and International Investment Position Manual) — это публикуемое Международным валютным фондом руководство, которое содержит стандарты бухгалтерского учёта для формирования отчётности и анализа платёжного баланса. Данное руководство применяют государственные органы стран — членов МВФ, в том числе Бюро экономического анализа США, Центральный банк России и другие.
Четвёртое издание руководства было опубликовано в 1977 году. Пятое издание, выпущенное в 1993 году, было гармонизировано с системой национальных счетов образца 1993 года. В пятом издании впервые были рассмотрены вопросы статистического отражения международной инвестиционной позиции.
Шестое издание руководства (так называемое РПБ6), гармонизированное с системой национальных счетов образца 2008 года, было выпущено в предварительной редакции в декабре 2008 года, в окончательной редакции — в 2009 году. Его название было изменено на «Руководство по платёжному балансу и международной инвестиционной позиции», чтобы показать, что оно охватывает не только операции, но и запасы соответствующих финансовых активов и обязательств. Вместе с руководством МВФ опубликовал сопроводительный документ «Справочник по составлению платёжного баланса и международной инвестиционной позиции», в котором содержатся практические советы по темам руководства.